# 環島 (台湾)
環島（かんとう、ホァンダオ）は中華圏において島嶼やデルタ地帯を一周する交通機関に付される名称、および特に台湾においてそれらを用いるか徒歩のみで一周する行為を指す。ここでは後者を主体に述べる。手段としては徒歩（ローラースケートやリヤカー使用を含む）、自転車、二輪車（原付、自動二輪）、自家用車、バス、鉄道と様々なものを含む。行為面での環島は台湾では全長約900-1,000km（手段や経路によって幅がある）の台湾島の一周を以って台湾一周とする意味合いが一般的。

## 地名としての環島
最も一般的に定着している用法は台湾省道の台1線と台9線を合わせた台湾本島を一周する総称としての環島公路である。

### 離島の環島公路
台北市士林区の基隆河と淡水河に挟まれたデルタ地帯（社子島）に社子島環島自行車道という自転車道があるほか、台湾の離島にも金門島に環島路と称する道路があり、東路、西路、南路、北路に大別されている。馬祖島の北竿島、小琉球（屏東県）、緑島、蘭嶼（台東県）にも環島公路という公道および住所表記がある。上記にはそれぞれ環島公車という路線バスが運行されている（高雄客運の小琉球環島公車など）。南沙諸島太平島にも正式な公路はないが「環島生態步道」という道がある。

## 旅行・文化としての環島

### 自家用車・二輪車
環島公路を自家用車やオートバイで一周する行為が代表的なものとして知られ、それらをテーマにした映像作品、書物も増えてきている。
24耐環島は自家用車やオートバイ愛好家による公道での環島タイムを競う非公式イベント。

### 路線バス
定時性に欠けること、特に東海岸ではバスの本数が少ないだけでなく国道客運（高速バス）がないため注意を要するが、近年は路線バス乗継ぎによる環島事例もみられる。

### 環島鉄路
台湾鉄路管理局では南廻線の開通により西部幹線と東部幹線が南北で繋がり、「環島鉄路」という別称が生まれた。また、かつて環島周遊券と称する企画乗車券を販売していた。右回りまたは左回りによる最大7列車での乗車が可能だった。現在はジャパンレールパスやユーレイルパスのようなフリー乗車券形態のTR Passに置き換わっている。他にも台北駅を起点に左右両方向に一周する環島之星というクルージング列車を運行している。現在も「環島鉄路電気化」と称して台東線の複線化、南廻線の電化事業が進展している。

### 自転車環島
ツール・ド・台湾の漢字表記は「國際自由車環台公路大賽」である。
2007年春に台湾映画「練習曲」が上映され、劇中に環島の目的を尋ねられた主人公の「有些事現在不做，一輩子都不會做了（今やらなければ、一生できないことがある）」というセリフが多くの観客の共感を呼び、同年夏には青年層を中心に一般市民による自転車環島が流行した。映画に触発された台湾の世界的自転車メーカージャイアント・マニュファクチャリングの創業者劉金標が同年に70歳代で環島を完走したことで、流行は世代を超えて広がっていった。
鉄道やバス、タクシーなど密室となる他の移動手段と異なり、その場の空気を体感できるだけでなく自動二輪やスクーター走行時のようにフルフェイスヘルメット着用によって聴覚や臭覚が遮られることもない。これらの駆け足になりがちな移動と異なる人力移動であり、上級者は数日、未経験の初心者でも10日前後で一周できることから、スローライフの流行も手伝って現在では通年で国内外から多数の旅行者が体験している。
劉の馬英九（#政治と環島を参照。）の事例が示すとおり世代を問わず、一般人でも学生同士や家族内、1人旅、鉄道での輪行を組み合わせるなど人数や形態も多様である。一般的な自転車環島は9日（1日平均100km強）だが、エキスパート向けに短縮したものや、逆に数日延長した日程のものまであり誰でも気軽にチャレンジできる。一周したときの達成感もさることながら、台湾への認識と理解を深める最適な方法であるとされている。

#### 外国人にとっての自転車環島
少し長めの休暇を取れば外国人旅行者でも気軽に参加できる。劉金標が文字通り巨大企業に育て上げたジャイアントのグループ企業で自転車環島をサポートする専門のツアー会社（捷安特旅行社、GIANT ADVENTURE）に参加を申し込めば機材やウェア一式をレンタルすることもでき、道中もサポートカーによる支援が行われる。駅から遠く、バスも少ないような僻地の名所にも寄ることができることも魅力の一つであり、2016年に参加した在台日本人ジャーナリストの野嶋剛は台湾の隠れた魅力である「人情味」を寄り強く感じることができるとしている。

#### 台湾人にとっての自転車環島
業界団体である台湾自行車環島運動協会では自転車環島の意義を「体力と忍耐力に挑戦することで精神教育上プラスになるだけでなく、経路上の各地で台湾の地理、歴史、文化の理解を深めることにつながり、自転車ほどこれを簡単に実現できるものはない。」としている。2017年に完走した日台ハーフの女優一青妙は自転車環島を「台湾を知る（認識台湾）行為」と述べている。

### 徒歩環島
1-2ヶ月単位の長期になるが、単独から家族単位と自転車同様に老若男女問わず徒歩（+手押し車、ローラースケート）、ランニング、ペット同伴での環島実行者も多い。動機も更生、子供の卒業記念、退職、チャリティー目的など多様である。
2012年には日本を代表するウルトラマラソンランナー關家良一も東日本大震災での台湾による支援に対する感謝表明のために現地の国際ウルトラマラソンに参加、1,064kmを13日間で走破している。

## 縦貫
環島ではなく北端と南端の半分を移動することも一般的である。地形的な最北端（富貴角）と最南端（鵝鑾鼻）を結ぶ「雙塔」、北部最大の都市である台北市（あるいは台北都市圏）と南部最大の都市である高雄市（あるいは南部全般）を結ぶ「雙城」などがある。前者は自転車などでのチャレンジも多く、後者は高速バスではなく路線バスを乗継ぐスタイルもある。テレビ東京の番組を台湾で実現したローカル路線バス乗り継ぎの旅 THE MOVIE（2016年）も映画化された。

## 政治と環島
台湾全土を行脚することの表現としては「全台」という頭文字が従来から使われているほか、近年は「環島」の使用事例も増えてきている（移動手段は問わない）。
選挙活動の一環で市街地を自転車で行脚する手法は台湾に限らず日本などでもよく見られるが、映画の影響もあって全国規模でそれを行う事例も現れた。2008年中華民国総統選挙出馬を控えた馬英九も選挙運動の一環で環島ではなかったが、自転車による台湾縦断で市井の声に耳を傾けようと試み、台湾本島最南端の鵝鑾鼻から最北端の富貴角まで675kmを10日間かけて走破した。馬は単に選挙運動の手段としてではなく、当選後も未成年者の健康増進プログラム「単車成年礼（千里環島）」を教育部の「青年政策」に組み込んだり、環島公路をベースに環島1号線整備を提唱し、ジャイアントなどの協力もあり総統職任期末の2015年に完成している。
そして選挙運動にせよ環境・交通対策としての政策実現を訴求するにせよ環島または南北縦断を敢行する政治家も増えてきている。元々コアなサイクリストでもあり、当選後も公共レンタサイクルシステムの「YouBike」と他の公共交通機関連携に熱心な台北市長柯文哲は2016年2月28日に一日双塔（台湾本島最北端の富貴角から最南端の鵝鑾鼻まで約520km）を完走したり、元行政院長の江宜樺も2017年10月に自転車環島を行ったりした。
環島1号線の支線が通る南投県では玉山登山、日月潭横断遠泳と並んで当地発着での自転車環島を台湾人としての「生涯のトライアスロン」として達成者に証明書を授与する構想がある。

## 環島を舞台にした作品

### 映画

#### 徒歩
- 帯一片風景走（中国語版） Leaving Gracefully（2011年）
- 陣頭（中国語版）（2012年）

#### 自転車
- 練習曲 (映画)（2007年）

#### 二輪車
- 不老騎士-欧兜邁環台日記（中国語版） Go Grandriders!（2012年） - 2007年に70代以上の高齢者が実際に敢行したオートバイによる環島イベント「不老騎士-13天的騎摩托車環島（中国語版）」の映像作品
- しつこく地形を巡る台湾一周－地理ライダー

### 音楽
- 環島旅行 - 台湾語ポップシンガー施文彬（中国語版）（マイケル・シ）による2011年発売のアルバムおよび楽曲名[28]

### テレビ番組
- Railway Story（WOWOW） 鐵路環島一千公里 （1992年3月4日)

### 書籍
- 『「環島」 ぐるっと台湾一周の旅』 著：一青妙（2017年、ISBN 9784492046197）
- 『ばくおん!! 台湾編』[29] - 作者も実際に10日間かけてバイクで環島した[30][31][32]。